# Mydaea fuscomarginata
Mydaea fuscomarginata este o specie de muște din genul Mydaea, familia Muscidae. A fost descrisă pentru prima dată de Malloch în anul 1919.
Este endemică în California. Conform Catalogue of Life specia Mydaea fuscomarginata nu are subspecii cunoscute.